# Contestación de la demanda
La contestación de la demanda es el acto procesal mediante el cual el demandado alega todas sus excepciones y defensas respecto de una demanda. La contestación de la demanda tiene la misma importancia para el demandado que la demanda para el demandante. Puede ser escrita u oral, dependiendo del tipo de procedimiento (escrito u oral).
La demanda junto con la contestación forman la cuestión controvertida, el asunto que debe resolver el juez . Lo que se expresa en ellas constituye también una limitación para el tribunal en el sentido que solo debe referirse, en su decisión, a las acciones que se hacen valer en la demanda y a las excepciones que oponga el demandado. El juez no puede extenderse a otros aspectos, salvo que la ley le otorgue la facultad para actuar de oficio (véase ultra petita).
La contestación de la demanda reviste una importancia fundamental por cuanto determina definitivamente los hechos sobre los cuales deberá producirse la prueba y delimita el thema decidendum. Por esto se afirme que con la contestación de la demanda queda integrada la relación jurídica procesal.
El demandado que no ha opuesto excepciones previas y no hace uso de la facultad de recusar sin causa, no puede ejercerlas posteriormente.

## Regulación por países

### Argentina
El plazo para contestar demanda en el proceso ordinario es de quince días. Se amplía por razón de la distancia y es de sesenta días si se demanda a la Nación, provincias o municipalidades. En el proceso sumarísimo se reduce a cinco días.
En la contestación el demandado opondrá todas las defensas que no tuvieran carácter previo. Además deberá reconocer o negar categóricamente cada uno de los hechos. La negativa general, el silencio o la evasión podrán ser consideradas como admisión de los hechos de la pretensión. Los hechos personales del demandado se rigen por lo dicho precedentemente, pero los hechos de terceros pueden ser declarados ignorados por quien contesta la demanda. Lo mismo se aplica a los hechos del causante ignorados por el heredero o los del ausente por el defensor oficial.
Deben expedirse también sobre los documentos o instrumentos acompañados como prueba en la demanda, reconociéndolos o negándolos. En caso de silencio o evasivas, dichos documentos se le tendrán por reconocidos o recibidos.
La contestación debe incluir, al igual que la demanda, los hechos en que se funde el demandado explicados con claridad. Debe acompañar la prueba documental y se correrá traslado de ella por cinco días al demandante.

### Chile
En Chile, los requisitos de la contestación de la demanda, por escrito, son los siguientes:
- Designación del tribunal ante quien se presente.
- Nombre, domicilio, profesión u oficio del demandado. El domicilio tiene que ver la obligación del litigante de fijar domicilio dentro del radio urbano donde está el tribunal; esto es para efectos de la notificación por cédula.
- Las excepciones que se oponen a la demanda y la exposición clara de los hechos y fundamentos de derecho en que se apoyan.
- Enunciación precisa y clara consignada en la conclusión de las peticiones que se sometan al fallo del tribunal. El vicio de casación (Juez falla más de lo pedido o ultra petita) se analiza en relación de lo que se pide, por eso hay que tener claro que es lo que se pide.

### Ecuador
En Ecuador el término para contestar una demanda, en el caso de los juicios ordinarios, es de 30 días contados a partir de la última citación,  para los juicios que se tramitan por procedimiento sumario, ejecutivo o monitorio, el término se reduce a 15 días. En la contestación de la demanda, la parte demandada debe oponer todas las excepciones (previas y/o de fondo) que considere que tiene en contra de la demanda. Además, está obligado a pronunciarse, con indicación categórica de lo que afirma y de lo que niega, sobre: 1) las pretensiones de la parte actora; 2) la veracidad de los hechos narrados en la demanda; y, 3) la autenticidad de la prueba documental anunciada por el actor.

### El Salvador
Por otra parte, en El Salvador, no enumera de forma expresa los elementos del escrito de contestación de la demanda, pero del mismo tener de la ley podemos mencionar unos (Arts. 224 y siguientes del Código de Procedimientos Civiles):
- Designación del Juez o Tribunal ante quien se presente, debiendo ser éste el que lo emplazó o emitió la comisión respectiva.
- Nombre, edad, profesión u oficio, domicilio y documento de identificación del demandado; y en su caso las mismas generales del representante legal o apoderado.
- La afirmación de tener conocimiento del auto en que se le hace el llamado a comparecer al Juicio, identificándolo con hora y fecha.
- Las excepciones que se oponen contra la demanda, la forma en que contesta la demanda, sea allanándose o negándola, y la exposición clara de los hechos y fundamentos de derecho en que se apoyan, ofreciendo las pruebas pertinentes que requiera.
- El petitorio, formulado con toda precisión. El vicio de casación (Juez falla más de lo pedido o ultra petita) se analiza en relación de lo que se pide, por eso hay que tener claro que es lo que se pide. (Art. 3 Ord. 4º Parte 2ª de la Ley de Casación)
- La designación de la casa o lugar donde se pueden recibir notificaciones del Juicio.
- El lugar y la fecha del escrito, en letras, firmada por el peticionario, representante legal o apoderado.

Debe tenerse en claro que los requisitos mencionados son los más generales, por lo que estos pueden variar según la naturaleza del Juicio, o de las actitudes del demandado (Allanamiento o confesión, reconocer los hechos pero que la norma incoada por el actor no se extiende al caso, o bien, desconocer el hecho o negarse a las peticiones de la demanda).

### Colombia
La contestación de la demanda es un acto exclusivo del demandado, dispuesto en el artículo 96 del código general del proceso. Los requisitos de la contestación de la demanda, son los siguientes:
1. Nombre del demandado, su domicilio y los de su representante o apoderado. También el número de documento de identificación del demandado y de su representante. Tratándose de personas jurídicas deberá indicarse el Número de Identificación Tributaria (NIT).
2. Pronunciamiento concreto sobre las pretensiones y sobre los hechos de la demanda, con indicación de los que se aceptan, los que se niegan y los que no le constan. En los dos últimos casos manifestará en forma precisa y unívoca las razones de su respuesta. Si no lo hiciere así, se presumirá cierto el respectivo hecho.
3. Las excepciones de mérito que se quieran proponer contra las pretensiones del demandante, con expresión de su fundamento fáctico, el juramento estimatorio y la alegación del derecho de retención, si fuere el caso.
4. La petición de las pruebas que el demandado pretenda hacer valer, si no obraren en el expediente.
5. El lugar, la dirección física y de correo electrónico que tengan o estén obligados a llevar, donde el demandado, su representante o apoderado recibirán notificaciones personales.
A la contestación de la demanda deberá acompañarse el poder de quien la suscriba a nombre del demandado, la prueba de su existencia y representación, si a ello hubiere lugar, los documentos que estén en su poder y que hayan sido solicitados por el demandante, o la manifestación de que no los tiene, y las pruebas que pretenda hacer valer.

### México
El plazo para contestar demanda en el proceso judicial ordinario (familiar) es de 9 días hábiles.En caso de no contestar la demanda en tiempo y forma el demandado se hace acreedor a todas las situaciones y acciones que se describen en la demanda. Es decir automáticamente acepta los cargos en su contra.
En la contestación , va implícita la reconvención (entendida como contrademanda)en la cual el demandado describirá los hechos desde su perspectiva. Asimismo, se requiere de un representante legal docto en la materia pertinente, con cédula profesional. 
Al momento de dar contestación a la demanda, el demandado debe aceptar o negar los hechos que se le atribuyen. Sin embargo, el Juez o Jueza, puede interpretar el silencio, evasión o negación categórica como afirmación del delito o rebeldía.
Se recomienda aceptar parcialmente los hechos y en consecuencia describir y argumentar las propias responsabilidades.

## Efectos de la falta de contestación
El silencio del demandado puede ser total si no contesta la demanda, o parcial si omite expedirse sobre algún hecho o documento citado por el actor. En el caso de silencio respecto a documentos, se lo tendrán por admitidos. Por otro lado, en caso de silencio sobre hechos, el juez no se encuentra obligado a tenerlos por admitidos. Se rige por la libre apreciación judicial de acuerdo a las pruebas y elementos de convicción que las partes ofrezcan.
- Datos: Q5785003